# Geba (Rhönblick)

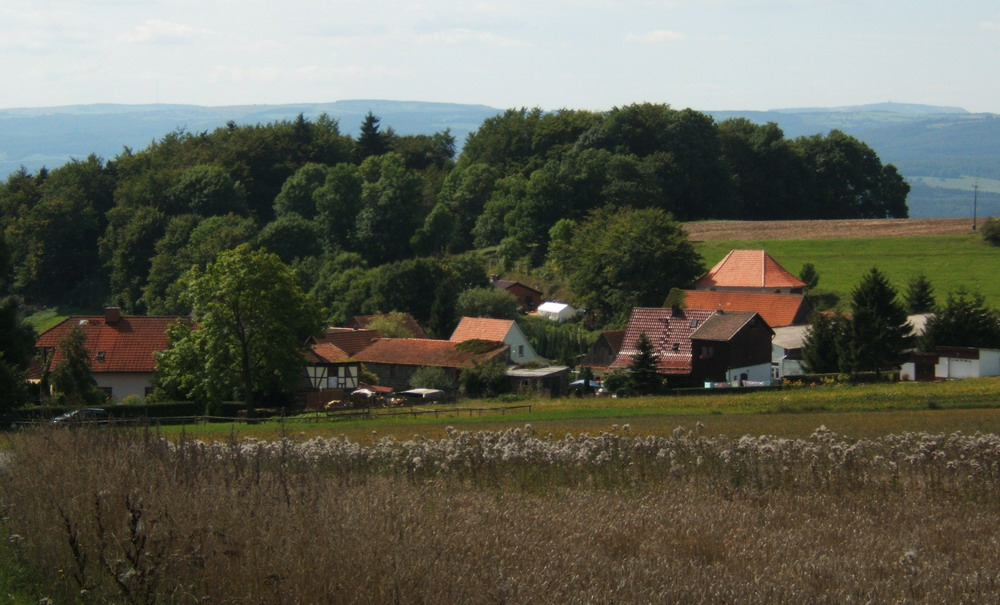
Blick auf Geba, zum Heidelstein (links) und zur Wasserkuppe (rechts)

Geba ist ein Dorf mit 57 Einwohnern in der thüringischen Rhön auf dem Plateau des Gebabergs auf ca. 670 m ü. NN. Es gehört als Ortsteil von Helmershausen zur Einheitsgemeinde Rhönblick und liegt im Landkreis Schmalkalden-Meiningen.

## Geschichte
Das Dorf soll durch den Zusammenschluss der Einzelhöfe Grauer Hof, Alter Hof und Klingerrodhof entstanden sein.
Der Ort gehörte zum alten Besitz der Grafschaft Henneberg und befand sich beim Aussterben der Grafen von Henneberg-Schleusingen im Jahr 1583 samt der Niedergerichtsbarkeit in adligen Händen, zählte aber der Landeshoheit nach zum Amt Maßfeld. Er kam mit diesem im Jahr 1680 zum Herzogtum Sachsen-Meiningen.
Am 1. Januar 1978 wurde Geba in die Gemeinde Helmershausen eingegliedert.

## Sehenswürdigkeiten

### Naturdenkmäler
Bekannt ist das Dorf hauptsächlich durch den 1 km nördlich liegenden Gebaberg. Etwa 1 km westlich am Rhön-Rennsteig-Wanderweg bietet sich vom Rhönfrieden eine gute Aussicht auf die Rhön von Helmershausen über die Wasserkuppe bis zur Diesburg. Dem RR-Weg folgend weiter Richtung Westen liegt die Wacholderheide auf der Hohen Löhr. An der Straße nach Helmershausen in Richtung Südwesten bietet sich bei der Maladebank ebenfalls ein Aussichtspunkt. Rund um den Ort führt der 8,4 km lange Dr.-Malade-Rundweg. Er wurde wie die Bank zum Gedächtnis an Theo Malade errichtet, „den Menschenfreund, Arzt und Schriftsteller (* 24. Juli 1869; † 19. Dezember 1944)“, wie es eine Holztafel berichtet.

### Baudenkmäler
1848 wurde die Alte Schule erbaut. Das denkmalgeschützte Gebäude hat im Giebel zwei Glocken und darunter eine Uhr. Heute wird es als Gemeinderaum genutzt.

#### Kirche
Am westlichen Rand des Dorfs steht die achteckige evangelische Kirche. Sie wurde 1791 an der damals höchsten Stelle des Ortes erbaut, nachdem die vorherige Kirche von Kroaten niedergebrannt worden war. 1994 wurde sie restauriert, seitdem finden dort wieder Gottesdienste und auch Konzerte statt. Die Orgel, von Johann Caspar Rommel 1793 erbaut und 1996 durch Orgelbau Hoffmann restauriert, umfasst acht Register auf einem Manual.
|  |  |